# Kaisergalerie

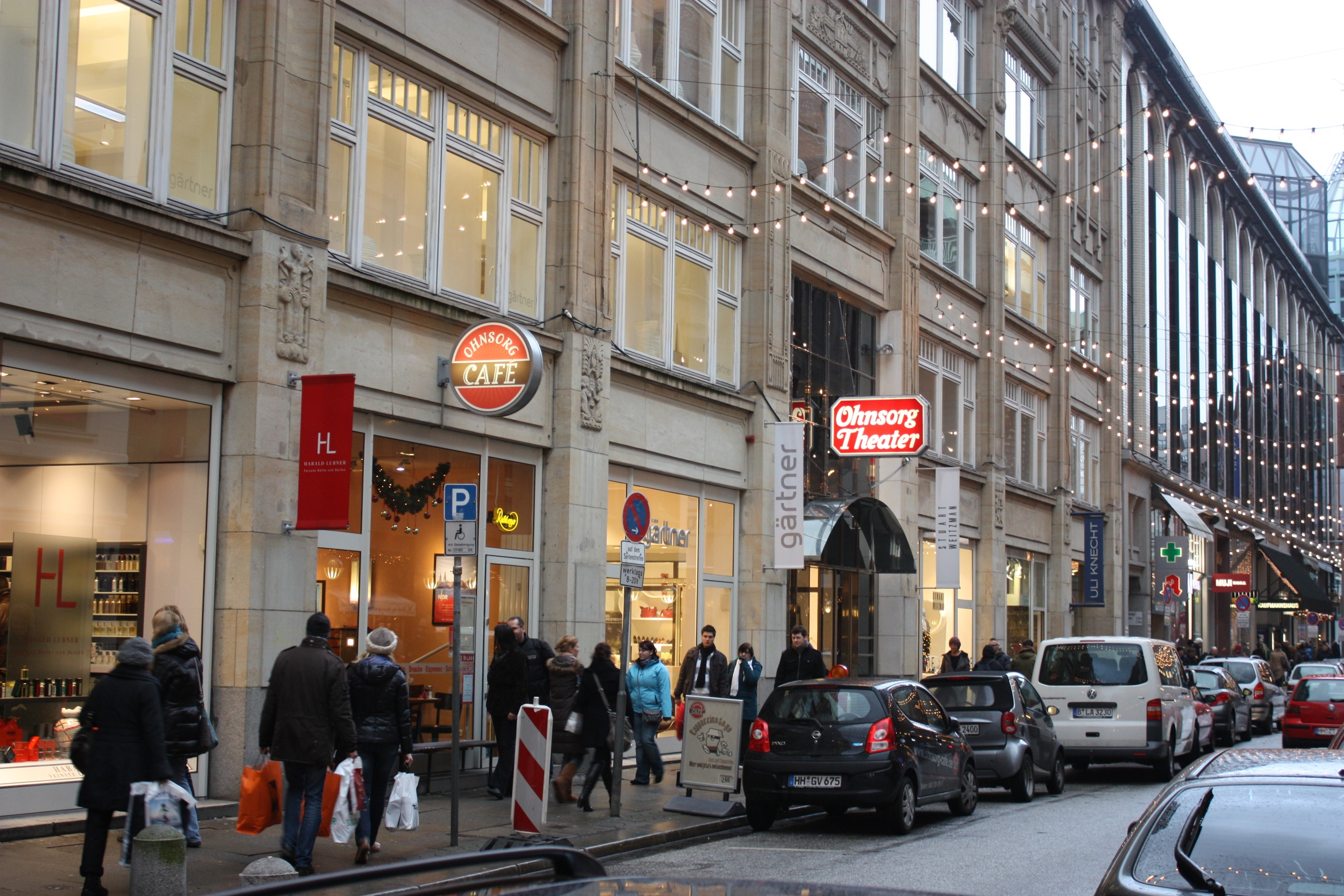
Kaisergalerie met het Ohnsorg Theater (2010)

De Kaisergalerie is een winkelgalerij in het centrum van Hamburg aan de Große Bleichen 23-27. De galerij verbindt de Große Bleichen met de Belichenfleet en het ligt tussen de winkelgalerijen Galleria en het Kaufmannshaus en tegenover de winkelgalerij Hanseviertel.

## Geschiedenis
In 1881 bracht keizer Wilhelm I een bezoek aan de Hamburgse Senaat in het voormalige Jenisch Paleis. Toen het kasteelachtige gebouw werd vervangen door de huidige Kaisergalerie, ontworpen door Emil Großner in 1907-1909 in de Weense Secessionstijl, werd een naam gekozen om deze gebeurtenis te herdenken. Oorspronkelijk werd het als kantoorgebouw.  
Tot 2011 was hier het Ohnsorg Theater gevestigd: in 1936 verhuisde het theaterensemble “Niederdeutsche Bühne” naar Große Bleichen 23-27. In 1946 kreeg het podium de naam Richard Ohnsorg Theater. Het tijdperk aan de Große Bleichen eindigde in 2011 met de verhuizing naar het Bieberhaus aan de Heidi-Kabel-Platz.  Van 1986 tot 2004 was hier ook de centrale bibliotheek van de openbare bibliotheek van Hamburg gevestigd, totdat deze werd verplaatst naar de Hühnerpostenstraße.
Na het vertrek van de bibliotheek en het theater werden in 2011 plannen gemaakt voor de omvangrijke renovatie door het architectenbureau David Chipperfield. Hierbij richtte men zich op het behoud van deze historische elementen. De monumentale gevels, het delicate stucwerk en de indrukwekkende kroonluchters getuigen van een rijk verleden dat zorgvuldig bewaard is gebleven. De passage, die in 2014 werd heropend is voorzien van zandstenen zuilen en terrazzovloeren en huisvest luxe merkwinkels.